# Chinook (Montana)
Chinook es una ciudad ubicada en el condado de Blaine en el estado estadounidense de Montana. En el Censo de 2010 tenía una población de 1203 habitantes y una densidad poblacional de 903,66 personas por km².

## Geografía
Chinook se encuentra ubicada en las coordenadas 48°35′25″N 109°13′53″O / 48.59028, -109.23139. Según la Oficina del Censo de los Estados Unidos, Chinook tiene una superficie total de 1.33 km², de la cual 1.33 km² corresponden a tierra firme y (0%) 0 km² es agua.

## Demografía
Según el censo de 2010, había 1203 personas residiendo en Chinook. La densidad de población era de 903,66 hab./km². De los 1203 habitantes, Chinook estaba compuesto por el 88.36% blancos, el 0% eran afroamericanos, el 9.31% eran amerindios, el 0.33% eran asiáticos, el 0% eran isleños del Pacífico, el 0.08% eran de otras razas y el 1.91% pertenecían a dos o más razas. Del total de la población el 1.16% eran hispanos o latinos de cualquier raza.